# GKS Tychy

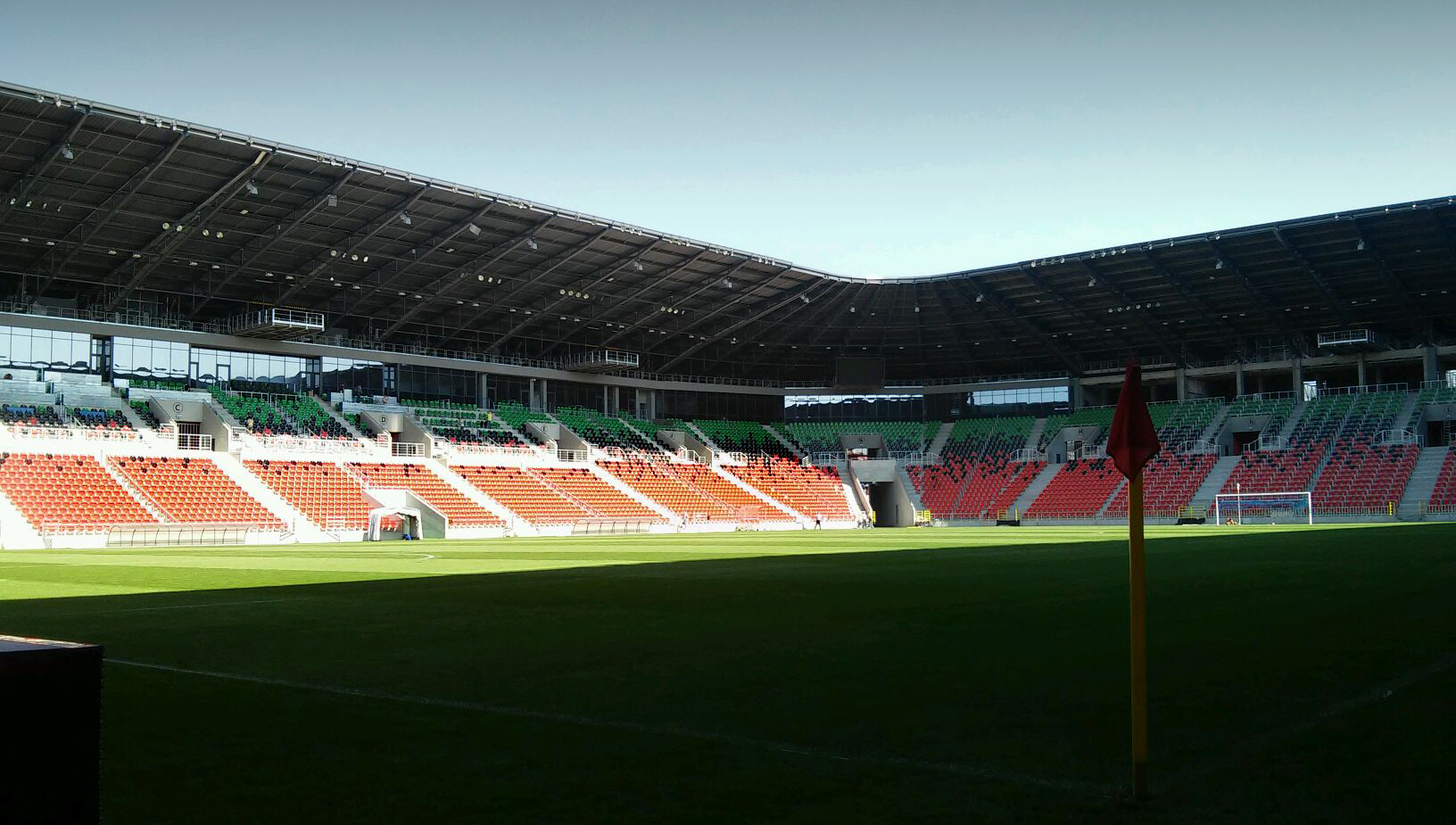
Estadi Ciutat de Tychy

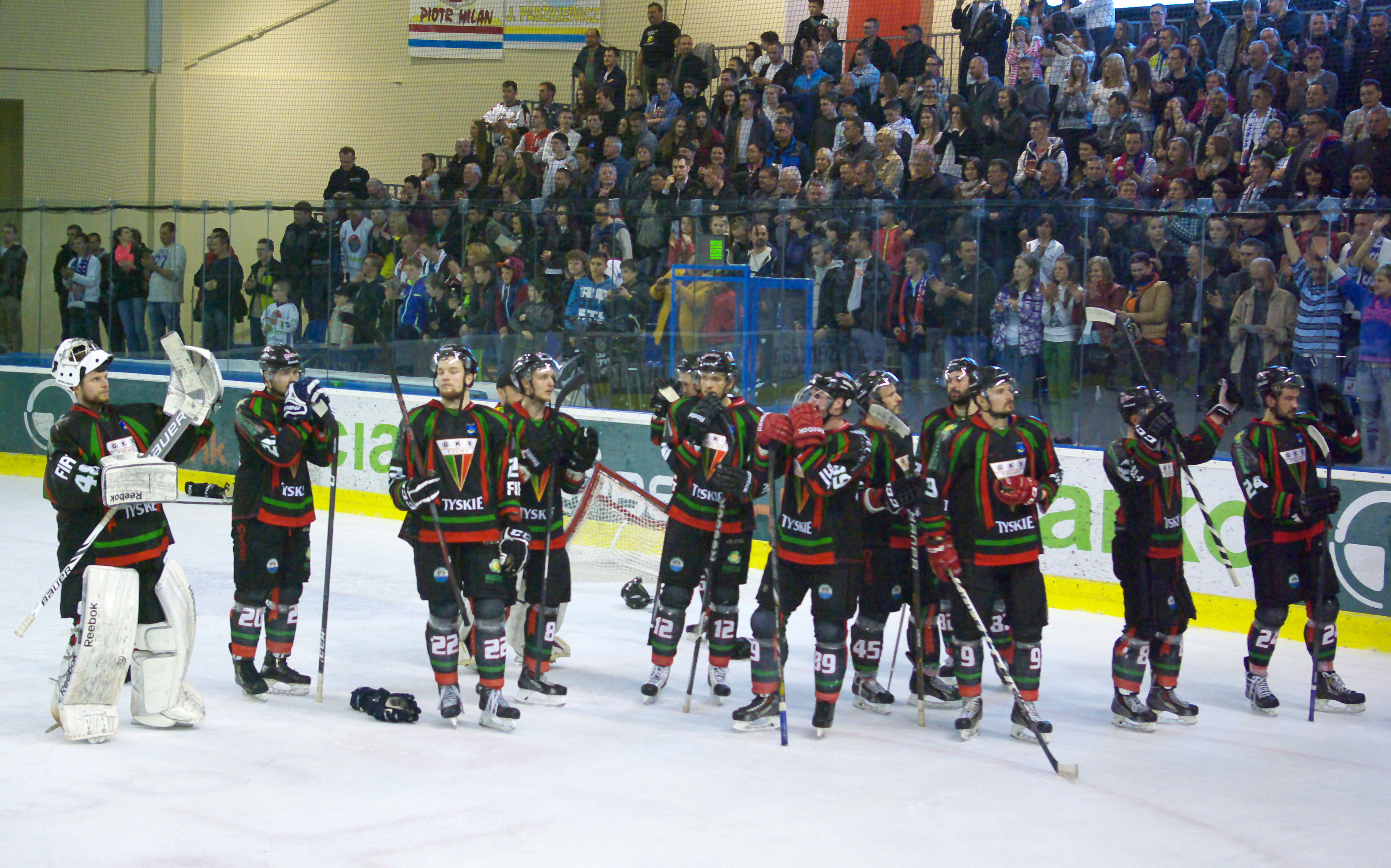
GKS Tychy durant la temporada 2013–14.

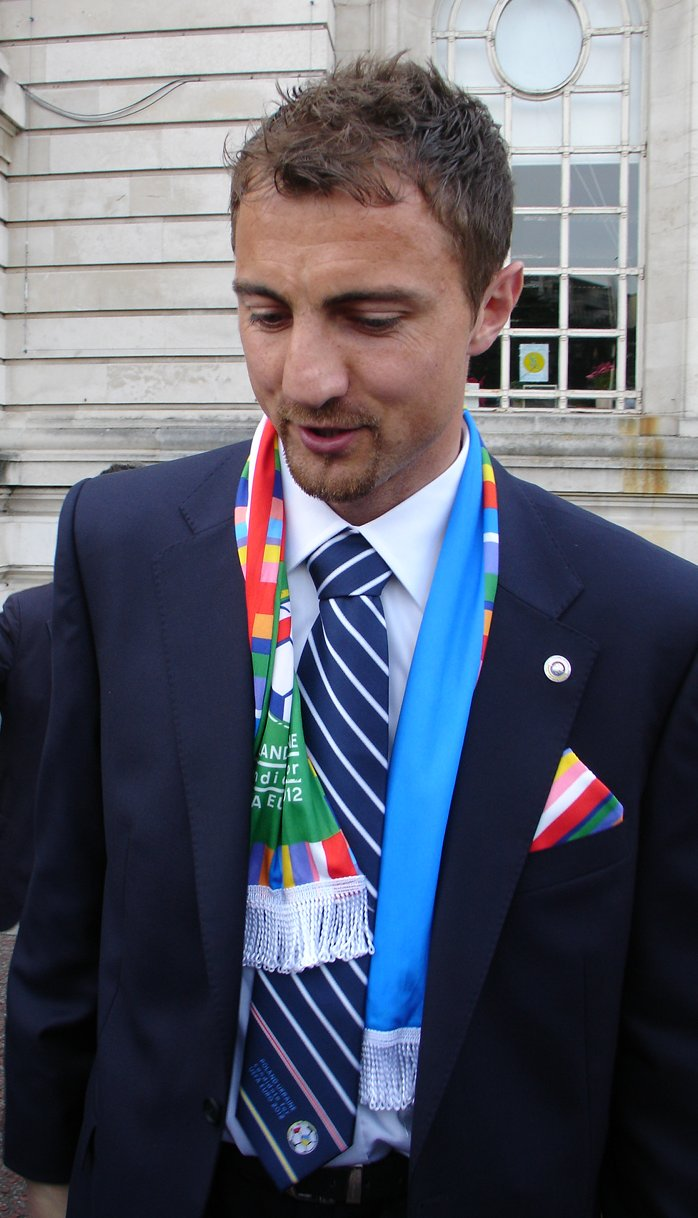
Jerzy Dudek

El GKS Tychy és un club de futbol polonès de la ciutat de Tychy.

## Història
El club va ser fundat el 20 d'abril de 1971, amb la fusió de Polonia Tychy, Gornik Wesola i Gornik Murcki. Evolució del nom:
- 1971: Górniczy Klub Sportowy Tychy
- 1976: fusió amb Górnik Lędziny
- 1996: Sokół Tychy fusió amb Sokoł Pniewy
- 1997: Górniczy Klub Sportowy Tychy
- 1998: TKS Tychy
- 2000: Górnośląski Klub Sportowy Tychy '71
- 2008: Górniczy Klub Sportowy Tychy

Va jugar a la primera divisió entre 1974 i 1977, destacant una segona posició la temporada 1975-76 per darrere d'Stal Mielec. Com a conseqüència va participar en la Copa de la UEFA la temporada següent, essent eliminat per 1. FC Köln.

## Hoquei sobre gel

### Palmarès
- Campionat de Polònia:
  - 2004-05, 2014-15
- Copa de Polònia:
  - 2001, 2006, 2007, 2008, 2009, 2014, 2016
- Supercopa de Polònia:
  - 2015

### Jugadors destacats
- Henryk Gruth
- Krzysztof Oliwa
- Mariusz Czerkawski
- Michał Garbocz